# Air Accident Investigation Unit

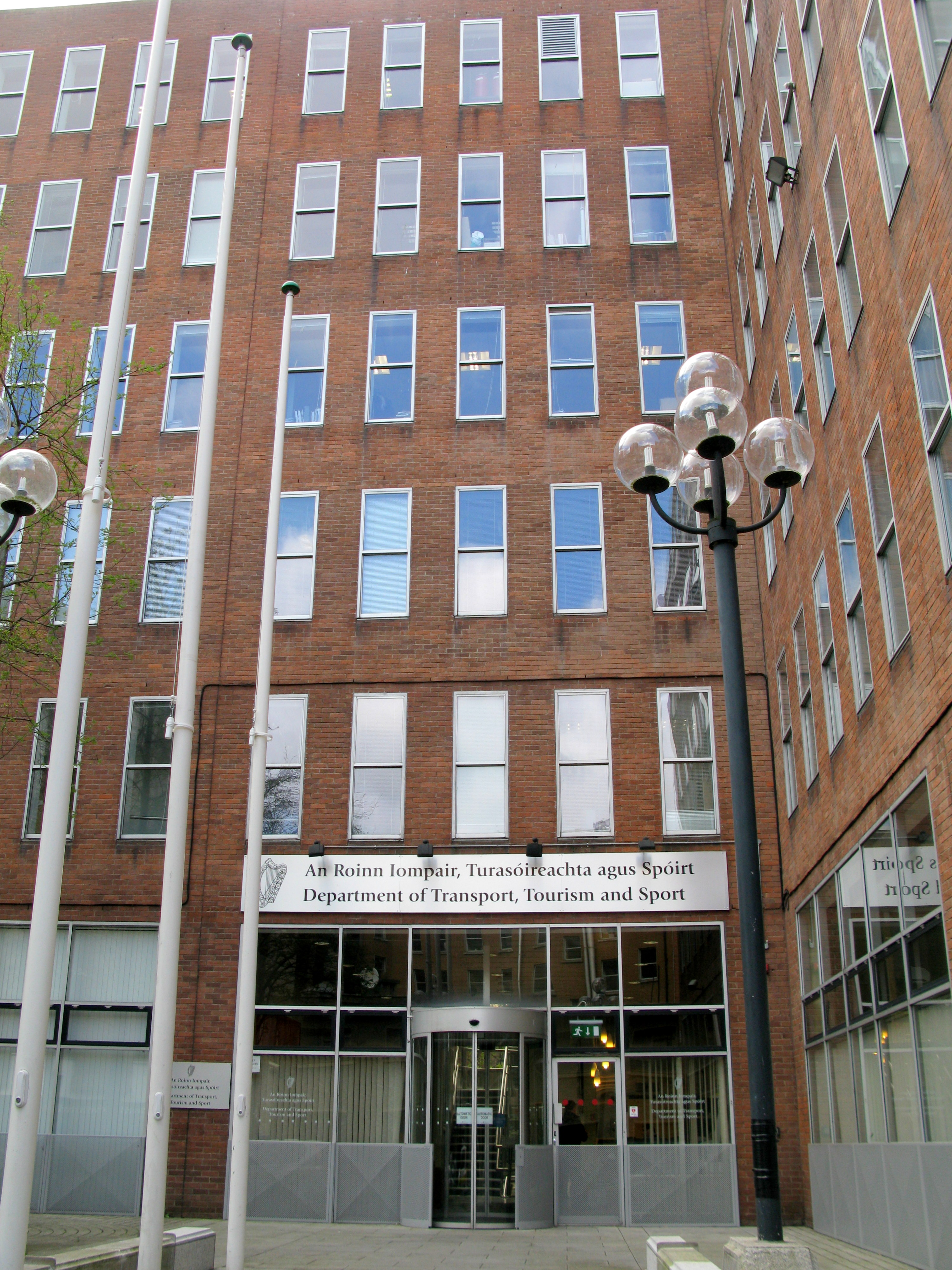
Das Hauptbüro der AAIU in Dublin

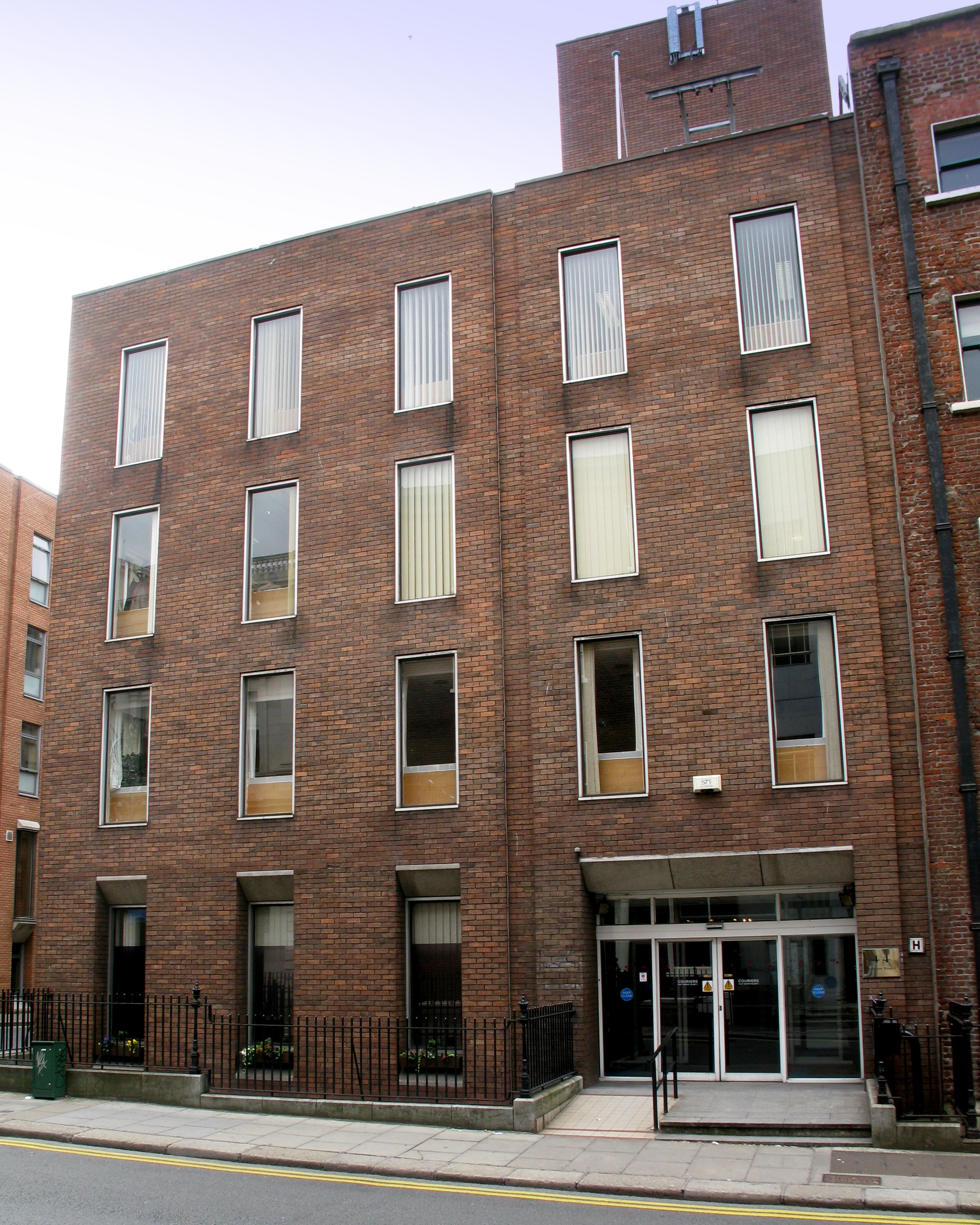
Transport House, ehemaligen Hauptbüro

Die Air Accidents Investigation Unit (AAIU) (irisch: An tAonad um Imscrúdú Aerthionóiscí) ist eine Verkehrsbehörde der Republik Irland, die Flugunfälle untersucht und zum Geschäftsbereich des Department of Transport, Tourism and Sport gehört. Sein Dienstsitz befindet sich in Dublin.

## Geschichte
Die Behörde wurde 1993 basierend auf dem Chicagoer Abkommen und der Verordnung der Europäischen Union über die Untersuchung und Verhütung von Unfällen und Störungen in der Zivilluftfahrt gegründet. Eine Außenstelle befindet sich in der Ortschaft Gormanston in der Grafschaft County Meath.